# The Negro Motorist Green Book
O Livro Verde do Motorista Negro (título original: The Negro Motorist Green Book, mas também The Negro Motorist Green-Book, The Negro Travelers' Green Book ou somente Green Book) era um guia de viagem para viajantes afro-americanos. Foi concebido e publicado pelo carteiro nova-iorquino Victor Hugo Green, de 1936 a 1966, durante a era das chamadas leis Jim Crow, quando era generalizada a discriminação pública e, via de regra, prevista em lei, especialmente contra afro-americanos mas também contra pessoas não brancas em geral. Embora essa discriminação racial generalizada e a pobreza predominante limitassem a possibilidade de que negros possuíssem carros, a classe média afro-americana emergente comprou automóveis assim que pôde. No entanto, enfrentava uma série de perigos e inconveniências ao longo da estrada - desde a  recusa de fornecer alimentação e hospedagem até prisões arbitrárias. Por isso, Green escreveu seu guia de serviços e lugares relativamente acolhedores a afro-americanos. A área de cobertura do guia, inicialmente limitada a Nova Iorque, expandiu-se até abranger boa parte da América do Norte. Além disso, Green abriu sua própria agência de viagens.
Muitos americanos negros preferiam dirigir seu próprio carro, em parte, para evitar a segregação nos transportes públicos. Como o escritor George Schuyler colocou em 1930: "todo os negros, assim que podem, compram um automóvel o quanto antes, para se verem livres de desconforto, discriminação, segregação e insultos." Americanos negros empregados como atletas, artistas e vendedores também viajavam com frequência, por questões de trabalho.
Viajantes afro-americanos enfrentavam dificuldades com as empresas pertencentes a brancos que se recusavam a servi-los ou a consertar seus veículos. Da mesma forma, hotéis de donos brancos lhes recusavam hospedagem ou alimentação. Também sofriam ameaças de violência física e expulsão forçada das "cidades sundown", locais cuja população excluía pessoas não-brancas mediante uma combinação de leis discriminatórias locais, intimidação e violência. Green criou e publicou o Livro Verde para evitar esses problemas, compilando recursos "para dar ao viajante negro informação que o impedirá de encontrar dificuldades, constrangimentos e que tornará sua viagem mais agradável." O diretor de um documentário de 2019 sobre o livro sintetizou-o da seguinte forma: "Todos os que entrevistei falaram sobre a comunidade que o Livro Verde criou: um tipo de universo paralelo criado pelo livro, e esse roteiro meio secreto que o Livro Verde delineava".
De uma edição focada em Nova Iorque publicada em 1936, Green expandiu a obra para cobrir boa parte da América do Norte, incluindo a maior parte dos Estados Unidos e partes do Canadá, México, Caribe e Bermuda. O Livro Verde tornou-se "a bíblia da viagem negra durante a era Jim Crow", permitindo que viajantes negros encontrassem hospedagem, empresas e postos de gasolina que os servissem ao longo da estrada. Era pouco conhecido fora da comunidade afro-americana. Logo depois da aprovação da Lei dos Direitos Civis de 1964, que proibiu os tipos de discriminação que tornaram o Livro Verde necessário, a publicação foi interrompida e caiu no esquecimento. A obra teve interesse renovado no início do século XXI em ligação a estudos de viagens negras durante a era Jim Crow.
Quatro edições (1940, 1947, 1954 e 1963) foram republicadas em fácsímile (até dezembro de 2017) e venderam bem. 23 edições adicionais foram digitalizadas pela Biblioteca Pública de Nova Iorque.

## Experiências afro-americanas de viagem

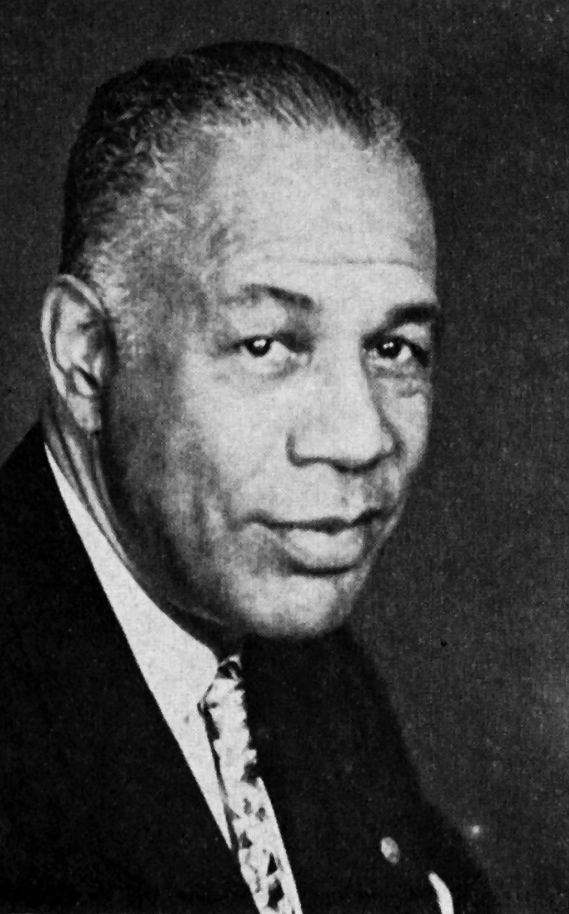
Victor Hugo Green em 1956

Antes das conquistas legislativas do Movimento por Direitos Civis, viajantes negros nos Estados Unidos enfrentavam grandes problemas desconhecidos pela maioria dos brancos. Há muito tempo, supremacistas brancos buscavam restringir a mobilidade de negros e eram uniformemente hostis a forasteiros negros.
Como resultado, simples viagens de automóvel para pessoas negras eram repletas de dificuldades e perigos em potencial. Elas estavam sujeitas ao ato de racial profiling por departamentos de polícia e a serem vistas como "insolentes" ou "prósperas demais" apenas pelo ato de dirigir, visto por muitos brancos como prerrogativa destes. Arriscavam serem assediadas ou coisa pior tanto dentro como fora da estrada. Um comentário amargurado publicado numa edição de 1947 da revista The Crisis, publicada pela NAACP, evidenciou a batalha penosa que negros enfrentavam em viagens recreativas:
Gostaria um negro de buscar um pouco de felicidade num teatro, numa praia, piscina, hotel, restaurante, num trem, avião, ou barco, num campo de golfe, resort de verão ou de inverno? Gostaria ele de pernoitar num campo para turistas enquanto dirige pela sua terra natal vendo a América? Bem, deixe-o tentar!
Milhares de comunidades nos EUA haviam promulgado leis Jim Crow, que existiam dese 1890; nestas cidades sundown afro-americanos estavam em perigo se lá permanecessem após o anoitecer. Tais restrições remontavam aos tempos coloniais e podiam ser encontradas por todos os Estados Unidos. Depois do fim da escravidão legal no norte e, posteriormente, no sul após a Guerra Civil Americana, a maioria dos homens livres continuou a viver num nível apenas um pouco acima do de subsistência, mas uma minoria de afro-americanos conseguiu, até certo ponto, alguma prosperidade. Pela primeira vez, esta minoria podia planejar uma viagem de lazer. Negros abastados organizavam excursões de grandes grupos de até 2 000 pessoas de uma vez, viajando por exemplo de trem de Nova Orleans para resorts ao longo da costa do Golfo do México.
Na era pré-Jim Crow, isto significava necessariamente conviver com brancos em hotéis, transportes e estabelecimentos recreativos. Nisto, foram auxiliados pela Lei de Direitos Civis de 1875, que tornou ilegal a discriminação contra afro-americanos em transportes e acomodações públicos. Eles viram-se diante de uma reação branca, especialmente no sul, onde, desde 1877, Democratas brancos controlavam todos os governos estaduais. A lei foi declarada inconstitucional pela Suprema Corte dos Estados Unidos em 1883, resultando na aprovação de numerosas leis segregacionistas em estados e cidades. Governos brancos no sul exigiam até que ferrovias interestaduais aplicassem suas leis segregacionistas, apesar da legislação nacional exigir o tratamento igualitário de passageiros.
A Suprema Corte dos Estados Unidos decidiu, no caso Plessy v. Ferguson (1896), que acomodações "separadas, mas iguais" eram constitucionais, todavia, na prática, estabelecimentos para negros estavam longe de serem iguais, em geral tendo qualidade inferior e problemas de financiamento. Negros enfrentavam restrições e exclusão por todos os Estados Unidos: quando não eram barrados por completo de estabelecimentos, só podiam usá-los em momentos diferentes dos brancos ou em "seções para negros" (geralmente inferiores).

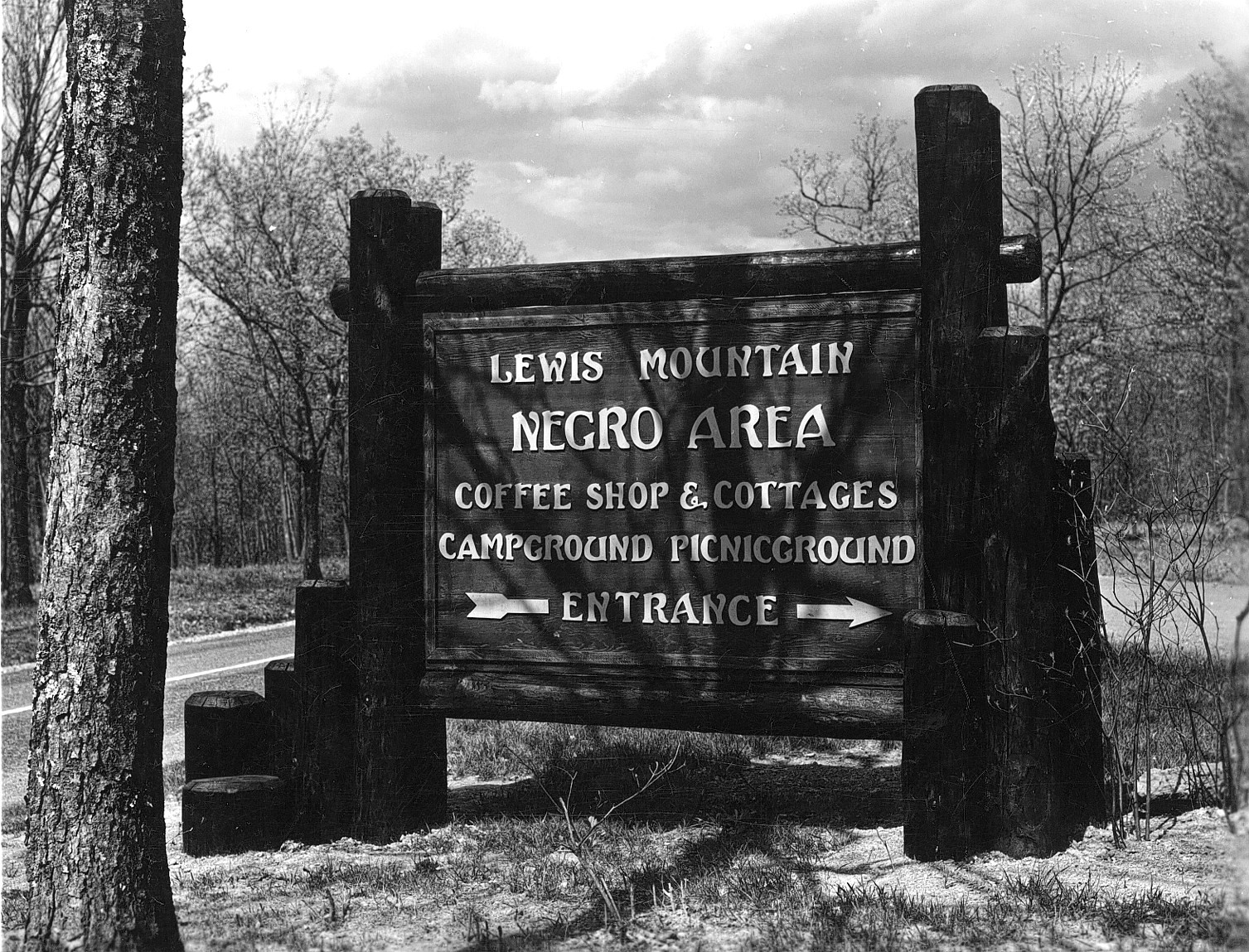
"Separados, mas iguais" em prática: uma "Área para Negros" separada na Montanha Lewis no Parque Nacional de Shenandoah

Em 1917, o escritor negro W. E. B. Du Bois observou que o impacto da "discriminação racial recorrente" tornara tão difícil de viajar para inúmeros destinos, desde resorts populares até grandes cidade, que agora era "uma questão desconcertante sobre o que fazer com as férias". Era um problema que afetou um número cada vez maior de negros nas primeiras décadas do século XX. Dezenas de milhares de afro-americanos sulistas migraram de fazendas no sul para fábricas e serviço doméstico no norte. Não mais confinados a viver num nível de subsistência, muitos ganharam renda e tempo suficientes para realizarem viagens a passeio.
O desenvolvimento de automóveis econômicos produzidos em massa liberou americanos negros de ter de depender dos "vagões Jim Crow": vagões ferroviários poeirentos, danificados e desconfortáveis que eram alternativas separadas, mas decididamente desiguais aos salutares vagões reservados aos brancos. Um escritor negro comentou numa revista, em 1933, que, num automóvel, "é ótimo ser o capitão do barco para variar e pilotar nossa nau a qualquer lugar que desejarmos. Sentimo-nos como vikings. E daí que nossa embarcação é protuberante de nariz e limitado de poder e nosso mar é macadamizado; serve bem ao espírito só escapar do velho vagão Jim Crow."
Negros de classe média por todos os Estados unidos "não tinham certeza alguma de como se comportar ou como brancos se comportariam em relação a eles", como Bart Landry colocou. Na cidade de Cincinnati, Wendell Dabney, editor de jornal afro-americano, escreveu sobre a situação nos anos 1920 de que "hotéis, restaurantes, bares e lanchonetes estão quase universalmente fechados para todas as pessoas nas quais o menor matiz de sangue negro pode ser detectado." Áreas sem populações negra significativas fora do sul, em geral, recusavam-se a acomodá-los: viajantes negros indo a Salt Lake City nos anos 1920 ficavam à deriva sem um hotel caso tivessem de pernoitar lá. Apenas 6% dos mais de 100 hotéis que ladeavam a rota 66 em Albuquerque aceitavam clientes negros. Por todo o estado de Nova Hampshire, apenas três hotéis em 1956 serviam afro-americanos.
George Schuyler relatou em 1943: "Muitas famílias negras dirigiram por todos os Estados Unidos sem conseguir garantir hospedagem para pernoitar num único campo para turistas ou hotel." Ele sugeriu que seria mais fácil que americanos negros viajassem para fora dos EUA do que em seu próprio país. Em Chicago em 1945, os sociólogos St. Clair Drake e Horace R. Cayton Jr. relataram que "os gerentes de hotel da cidade, por comum acordo, não sancionam o uso de instalações hoteleiras para negros, especialmente quartos para dormir." Um incidente relatado por Drake e Cayton ilustrou o tratamento discriminatório administrado até mesmo a negros em grupos racilamente mistos:
Dois professores negros e vários amigos brancos participaram de um almoço numa cafeteria exclusiva. Permitiu-se às mulheres negras que sentassem, mas a garçonete as ignorou e serviu as mulheres brancas. Uma das mulheres negras protestou e foi-lhe dito que poderia comer na cozinha.

### Lidando com discriminação na estrada

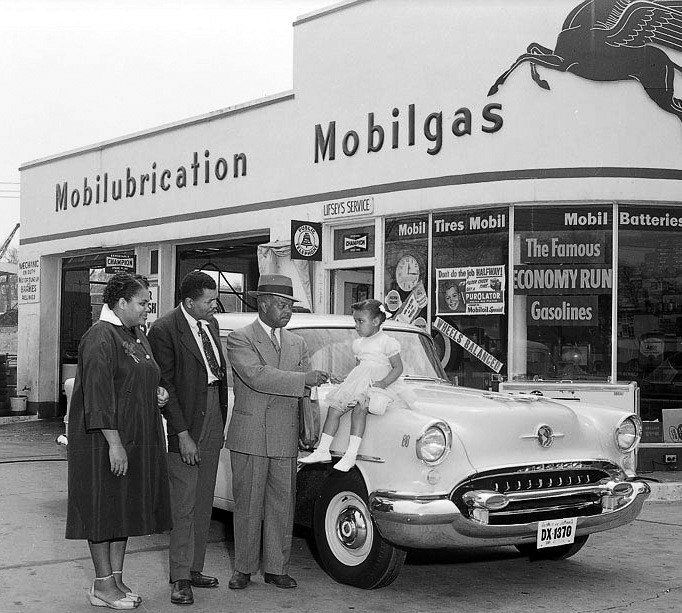
Uma família afro-americana com seu novo Oldsmobile em Washington, D.C., 1955

Embora os automóveis tivessem facilitado bastante a mobilidade de americanos negros, as dificuldades que estes enfrentavam ao viajar eram tantas, que, como colocou Lester B. Granger, da Liga Urbana Nacional, "no que diz respeito a viajar, os negros são os últimos pioneiros da América." Viajantes negros, geralmente, tinham de carregar baldes ou banheiros portáteis nos porta-malas de seus carros, já que, em geral, eram impedidos de usar os banheiros e as áreas de repouso em postos de gasolina e paradas de beira de estrada. Produtos essenciais para viagens, como gasolina, eram difíceis de comprar em razão da discrimnação nos postos.
Para evitar problemas em longas viagens, afro-americanos, normalmente, empacotavam refeições e carregavam recipientes de gasolina em seus carros. Escrevendo sobre as viagens de carro que fez durante a infância nos anos 1950, o jornalista Courtland Milloy do Washington Post relembrou que sua mãe passava as noites antes da viagem fritando frangos e cozinhando ovos para que sua família tivesse o que comer ao longo do percurso no dia seguinte.
Um motorista negro observou que, no início dos anos 1940, embora viajantes negros se sentissem livres pela manhã, no começo da tarde aparecia uma "pequena nuvem". No final da tarde, "ela lança um sombra de apreensão sobre nossos corações e nos amarga um pouco. 'Onde', ela nos pergunta, 'você irá passar a noite?'" Normalmente, tinham de passar horas à noite tentando encontrar um lugar para ficar, algumas vezes chegando a dormir em palheiros ou em seus próprios carros se não conseguissem achar um local. Um alternativa, quando disponível, era se organizar, antecipadamente, para dormir nas casas de amigos negros em cidades ao longo da rota. Contudo, isto significava desvios e um abandono da espontaneidade que, para muitos, era uma atração chave de dirigir. John Lewis, líder do movimento por direitos civis, relembrou como sua família se preparou para uma viagem em 1951:
Não havia restaurante onde pudéssemos parar até que já tivéssemos saído faz tempo do sul, então levávamos o nosso restaurante conosco no carro. [...] Parar para gasolina e usar o banheiro carecia de um planejamento cuidadoso. O tio Otis já havia feito essa viagem antes, e sabia quais lugares na rota ofereciam banheiros "negros" e quais eram melhores só deixar para trás. Nosso mapa era marcado e nossa rota era planejada dessa forma, pelas distâncias entre postos de gasolina onde seria seguro para pararmos.
Encontrar acomodações era um dos maiores desafios enfrentados por viajantes negros. Não só muitos hotéis e pensões se recusavam a servir clientes negros, mas milhares de cidades pelos Estados Unidos se declaravam "cidades sundown", das quais todas as pessoas que não eram brancas deveriam sair ao pôr-do-sol (sundown, em inglês). Inúmeras cidades em todo o país estavam, para todos os efeitos, barradas a afro-americanos. No fim dos anos 1960, estimava-se que 10 000 cidades sundown em todos os Estados Unidos – incluindo subúrbios grande como Glendale, na Califórnia (população de 60 000 na época); Levittown, em Nova Iorque (80 000); e Warren, em Michigan (180 000). Mais da metade das comunidades incorporadas em Illinois eram cidades sundown. O slogan inoficial da cidade de Anna, em Illinois, que havia expulsado violentamente sua população afro-americana em 1909, era "Aqui Nenhum Nego Admitido" ("Ain't No Niggers Allowed", no original).
Até mesmo em cidades que não proibiam o pernoite de negros, as acomodações eram, em geral, limitadas. Afro-americanos migrando à Califórnia em busca em emprego nos início dos anos 1940, normalmente, viam-se acampando a noite inteira na beira da estrada por falta de hospedagem em hotéis ao longo do caminho. Eles tinham profunda consciência do tratamento discriminatório que sofriam. A mãe de Courtland Milloy, que levou ele e seu irmão em viagens quando ambos eram crianças, relembrou:
[...] depois de dirigir o dia inteiro, eu dizia a mim mesma, 'não seria bom se pudéssemos passar a noite num daqueles hotéis?' ou 'não seria ótimo se pudéssemos parar para uma refeição de verdade e uma xícara de café?' Nós víamos as crianças brancas pulando nas piscinas de hotéis e vocês no assento traseiro de um carro quente, suando e brigando.

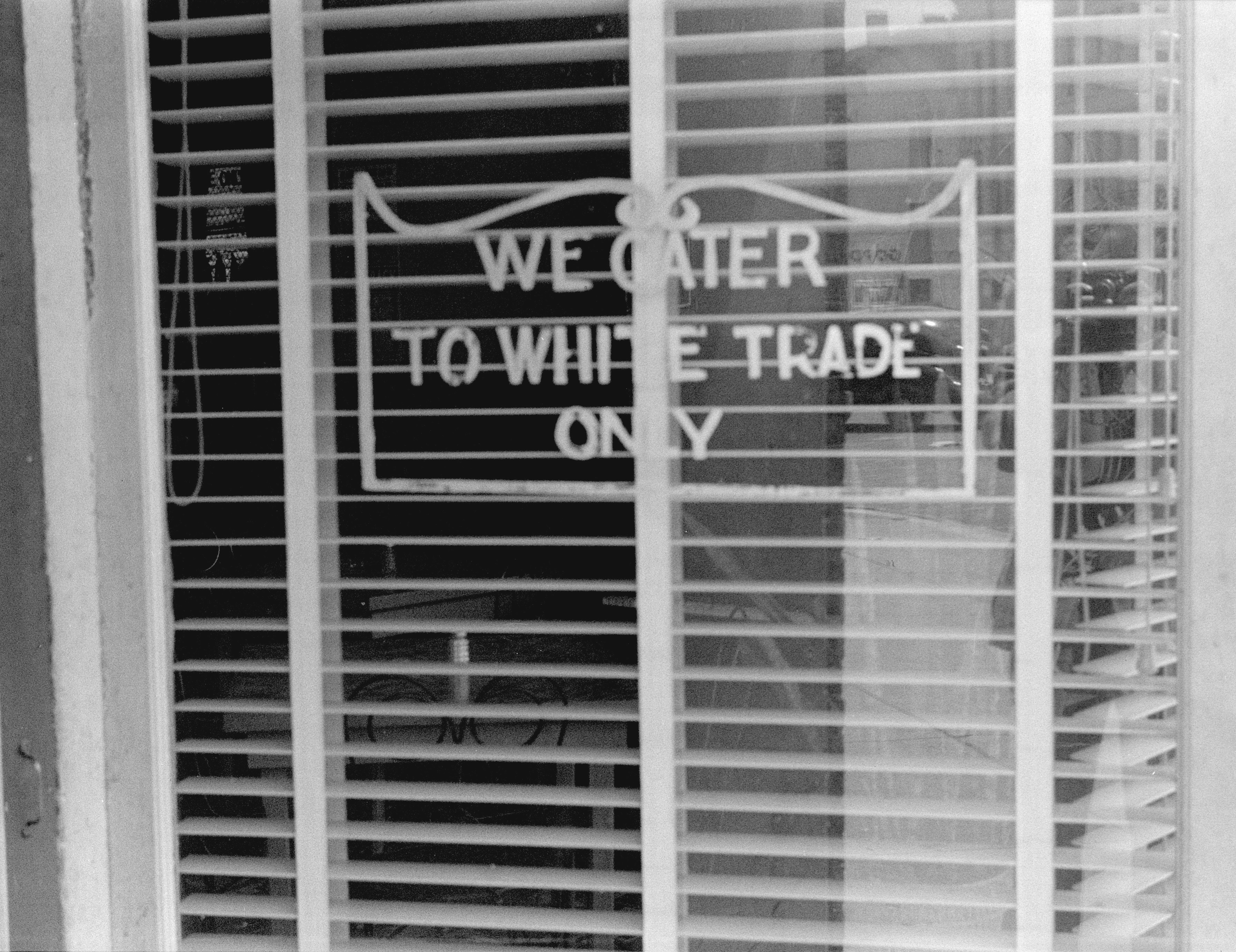
"Atendemos apenas brancos;" muitos hotéis e restaurantes excluíam afro-americanos, como este em Ohio, visto em 1938

Viajantes afro-americanos encaravam riscos físicos reais em razão das regras de segregação, que variavam bastante de lugar para lugar, e da possibilidade de violência extrajudicial contra eles. Atividades aceitas num local podiam provocar violência algumas milhas adiante. Transgredir códigos raciais, quer fossem formais ou informais, mesmo inadvertidamente, podia colocar viajantes em considerável perigo.
Até mesmo a etiqueta na hora de dirigir era afetada pelo racismo; na região do Delta do Mississipi, os costumes locais proibiam que negros ultrapassassem brancos para evitar que levantassem a poeira das ruas não pavimentadas, cobrindo os carros de proprietários brancos. Surgiu um padrão de comportamento no qual brancos propositadamente danificavam carros de negros para colocar seus donos "em seus lugares". Parar em qualquer lugar que não se soubesse ser seguro, mesmo para deixar que crianças fizessem suas necessidades, era um risco. Milloy observou que seus pais pediam a ele e a seu irmão que controlassem suas necessidades de ir ao banheiro até que pudessem encontrar uma lugar seguro para parar, já que "aquelas estradas secundárias eram simplesmente perigosas demais para que os pais parassem e deixassem suas pequenas crianças negras urinar". Leis locais racistas, códigos sociais discriminatórios, estabelecimentos comerciais segregados, racial profiling policial e cidades sundown tornavam viagens em estrada um campo minado de incerteza e risco constantes.
Narrativas de viagens de carro escritas por negros refletiam sua inquietação e os perigos que enfrentavam, apresentando uma visão mais complexa do que aquelas escritas por brancos exaltando as alegrias da estrada. Milloy lembra do ambiente ameaçador que encontrou em sua infância, no qual soube de "tantos viajantes negros [...] que simplesmente não chegavam aos seus destinos." Até mesmo dignatarios estrangeiros negros não estavam imunes à discriminação com a qual viajantes afro-americanos se deparavam rotineiramente. Num incidente bastante divulgado, funcionários de um restaurante da franquia Howard Johnson's em Dover, no Delaware, recusaram-se a atender Komla Agbeli Gbedemah, ministro de finanças do recém-independente país do Gana, enquanto este viajava para Washington, D.C., mesmo depois deste se identificar por seu cargo à equipe do restaurante. A afronta causou um incidente internacional, ao qual o então presidente Dwight D. Eisenhower envergonhadamente, respondeu convidando Gbedemah para tomar um café da manhã na Casa Branca.
Incidentes de discriminação reiterados e, por vezes, violentos contra diplomatas africanos — especialmente na U.S. Route 40 entre Nova Iorque e Washington — levaram à administração do presidente John F. Kennedy a estabelecer uma Seção de Serviço de Protocolo Especial dentro do Departamento de Estado para ajudar diplomatas negros que viajavam e viviam nos EUA. O Departamento de Estado considerou emitir cópias do Livro Verde do Motorista Negro a diplomatas negros, mas eventualmente desistiu da ideia de direcioná-los para lugares acolhedores a negros, pois queriam que fossem tratados da mesma forma que diplomatas brancos.
John A. Williams escreveu em seu livro This Is My Country Too (1965) que não acreditava que "viajantes brancos tinham ideia de quanta ousadia e coragem são necessárias para um negro dirigir de uma ponta à outra na América." Ele conseguiu fazê-lo com "ousadia, coragem e muita sorte," juntamente com "um rifle e uma espingarda, uma mapa de estradas e Travelguide, uma listagem de lugares na América onde negros podem ficam sem ser assediados, insultados ou coisa pior." Ele observou que motoristas negros precisavam ser especialmente cuidadosos no sul, onde eram aconselhados a vestir um chapéu de chofer ou manter um visível no banco da frente e fingir que estavam entregando um carro para uma pessoa branca. Ao longo do caminho, ele teve de aguentar uma enxurrada de "insultos de recepcionistas, mensageiros de hotel, camareiras, policiais e estranhos em carros que passavam." Havia uma necessidade constante de focar-se no perigo que enfrentava, já que, como bem sabia, "pessoas [negras] tem o hábito de desaparecer na estrada."

## Papel doLivro Verde

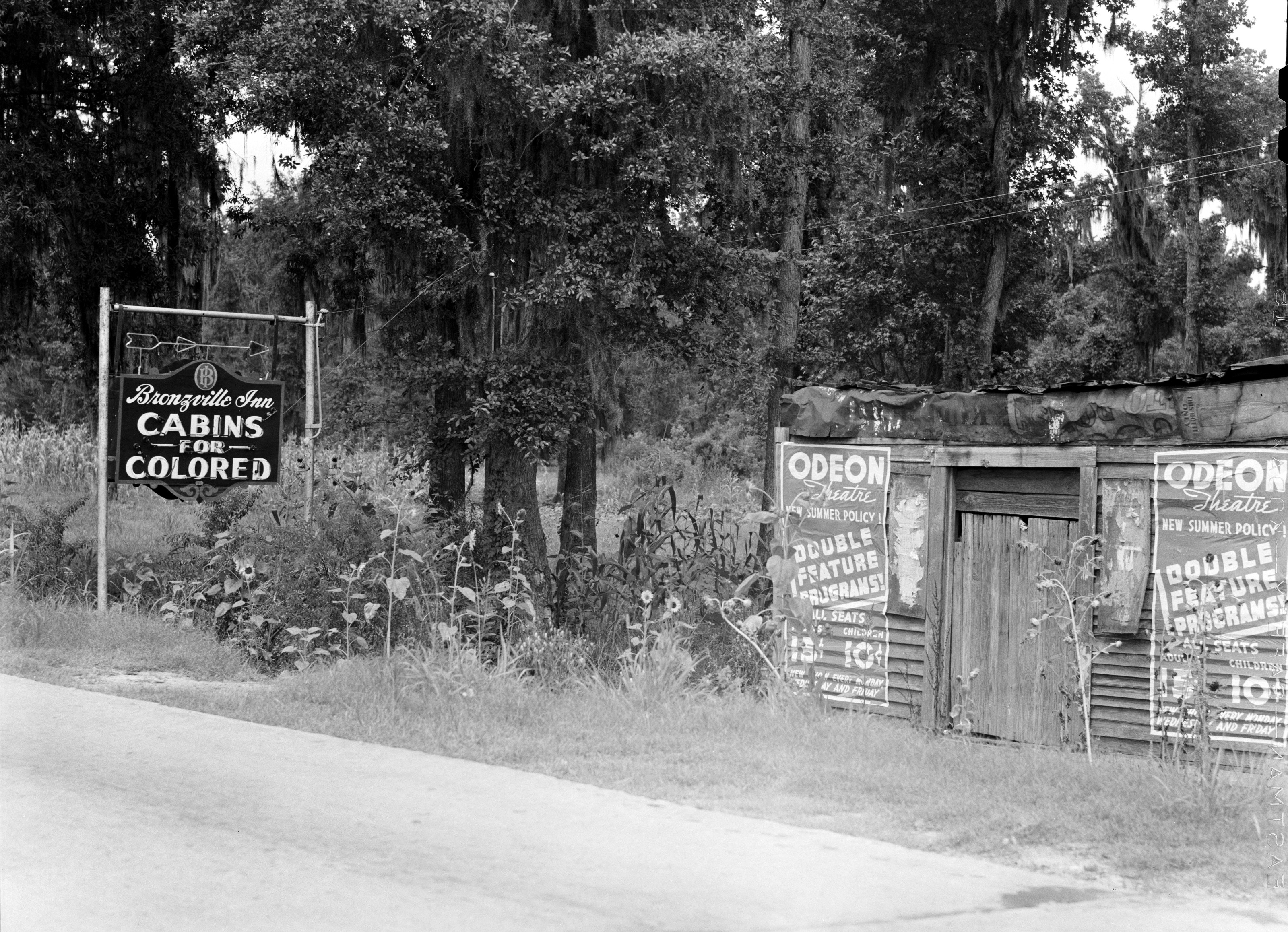
O Livro Verde listava lugares — como este na Carolina do Sul — que forneciam acomodações a viajantes negros

A segregação significava que acomodações para motoristas afro-americanos eram limitadas, mas empreendedores de ambas as raças perceberam as oportunidades lucrativas que existiam na comercialização de bens e serviços a clientes negros. O desafio dos viajantes era encontrar estes oásis no meio de um deserto de discriminação. Para resolver este problema, escritores afro-americanos produziram diversos guias com recomendações de viagens.
Estes incluíam diretórios de hotéis, parques de campismo, estalagens e restaurantes que atenderiam afro-americanos. Viajantes judeus, que há muito enfrentavam discriminação em vários locais de férias, criaram guias para sua própria comunidade, embora pudessem, ao menos, passar desapercebidos entre a população em geral. Afro-americanos os imitaram através de publicações como a Hackley and Harrison's Hotel and Apartment Guide for Colored Travelers, publicada em 1930 para cobrir "Refeições, Quartos, Alojamentos para garagens etc. em 300 Cidades nos Estados Unidos e Canadá".
O Livro Verde do Motorista Negro era um dos mais conhecidos destes guias de viagem afro-americanos. Foi concebido em 1932 e publicado pela primeira vez em 1936 por Victor H. Green, um veterano da Primeira Guerra Mundial oriundo da cidade de Nova Iorque, que trabalhou como carteiro e, posteriormente, como agente de viagens. Ele disse que seu objetivo era "dar ao viajante negro informações que o impedissem de encontrar dificuldades, constrangimentos e tornar sua viagem mais agradável." De acordo com um editorial escrito por Novera C. Dashiell na edição de 1956 do Livro Verde, "a ideia se cristalizou quando não apenas [Green], mas vários amigos e conhecidos reclamaram das dificuldades encontradas; constrangimentos dolorosos sofridos repetidas vezes que arruinavam uma viagem de férias ou de negócios."
Green pediu a seus leitores que fornecessem informações sobre "as condições automobilísticas do Negro, maravilhas cênicas de suas viagens, lugares de interesse visitados e contos sobre suas experiências automobilísticas." Ele ofereceu a recompensa de um dólar para cada relato aceito, a qual havia aumentado para cinco dólares em 1941. Também obteve informações de colegas do Serviço de Correio dos EUA, os quais "sondavam pessoas em suas rotas" para encontrar acomodações públicas adequadas. O Serviço de Correio era, e continua sendo, um dos maiores empregadores de afro-americanos e seus empregados estavam idealmente situados para informar Green de quais lugares eram seguros e acolhedores a turistas afro-americanos.
O lema do Livro Verde, exibido em sua capa, instava viajantes negros da seguinte forma: "Leve seu Livro Verde consigo – Você pode precisar dele". A edição de 1949 incluiu uma citação de Mark Twain: "Viajar é fatal para o preconceito", invertendo o sentido original de Twain; como Cotten Seiler observou: "aqui era o visitado, ao invés dos visitantes, que se veriam enriquecidos pelo encontro." Green comentou em 1940 que o Livro Verde dera aos americanos negros "algo autêntico pelo qual se guiarem em viagens e para tornar o ato de viajar melhor para o Negro."
Seu objetivo principal era fornecer informações precisas sobre acomodações acolhedoras a negros no intuito de responder à pergunta com a qual motoristas negros se deparavam constantemente: "Onde você vai passar a noite?" Assim como informações essenciais sobre hospedagem, postos de gasolina e garagens, o livro também trazia detalhes de estabelecimentos de lazer abertos a afro-americanos, incluindo salões de beleza, restaurantes, discotecas e clubes de campo. As listagens se focavam em quatro categorias principais: hotéis, motéis, casas para turistas (residências privadas, em geral de afro-americanos, que forneciam acomodações para viajantes) e restaurantes. Elas eram organizadas por estado e subdivididas por cidade, dando o nome e endereço de cada empresa. Por uma taxa extra, as empresas poderiam ter seu nome destacado em negrito ou ter uma estrela ao lado para mostrar que eram "recomendadas".
Muitos destes estabelecimentos eram geridos por e para afro-americanos e, em certos casos, eram nomeados em homenagem a figuras ilustres da história afro-americana. Na Carolina do Norte, tais empresas negras incluíam os hotéis Carver, Lincoln e Booker T. Washington, o salão de beleza Cidade Amigável, a Casa de Chá Beleza Negra, o alfaiate Novo Progressista, a taverna Big Buster e a estalagem do Pato Azul. Cada edição também incluía artigos sobre viagens e destinos, bem como uma listagem de resorts negros como Idlewild, em Michigan; Oak Bluffs, em Massachusetts; e Belmar, em Nova Jérsei. O estado do Novo México foi especialmente recomendado como um lugar onde a maioria dos motéis receberiam de bom grado "hóspedes com base no 'dinheiro ao invés da cor.'"

### Influência

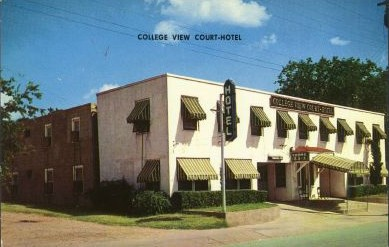
O College View Court-Hotel em Waco, no Texas, divulgado como "O Melhor de Waco para Negros" nos anos 1950.

O Livro Verde atraiu o patrocínio de diversos negócios, incluindo os jornais afro-americanos Call and Post de Cleveland e o Louisville Leader de Louisville. A Standard Oil (mais tarde Esso) também era uma patrocinadora, por conta dos esforços de James "Billboard" Jackson, um pioneiro representante de vendas negro da Esso. O "grupo racial" da Esso, parte de sua divisão de marketing, promovou o Livro Verde como permitindo aos clientes negros da Esso "ir além com menos ansiedade". Por outro lado, postos de gasolina da Shell eram conhecidos pela recusa em atender clientes negros.
A edição de 1949 incluiu uma mensagem de apoio da Esso que dizia aos leitores: "como representantes da Esso Standard Oil Co., temos o prazer de recomendar o Livro Verde para a conveniência de sua viagem. Mantenha um à mão todo ano e, quando estiver planejando suas viagens, deixe o Serviço de Turismo da Esso lhe fornecer mapas e roteiros completos, e para uma 'Direção Feliz' de verdade – use Produtos Esso e Serviços Esso em qualquer lugar que encontrar o símbolo da Esso." Fotografias de alguns empresários afro-americanos donos de postos de gasolina Esso apareceram nas páginas do Livro Verde.
Embora Green, via de regra, evitasse expressar suas opiniões no Livro Verde, ele deixava as cartas de seus leitores falaram sobre a influência de seu guia. William Smith, da cidade de Hackensack, descreveu-o como um "crédito à Raça Negra" numa carta publicada na edição de 1938. Ele comentou:
É um livro extremamente necessário para a nossa Raça desde o advento da era motorizada. Ao perceber que a única maneira de saber onde e como chegar aos nossos resorts de lazer era, de certa forma, de boca a boca, até a publicação do Livro Verde do Motorista Negro [...] Nós acreditamos sinceramente que, para nós, [ele] significará, senão mais, tanto quanto a A.A.A. signfica para a raça branca."Original (em inglês): It is a book badly needed among our Race since the advent of the motor age. Realizing the only way we knew where and how to reach our pleasure resorts was in a way of speaking, by word of mouth, until the publication of The Negro Motorist Green Book ... We earnestly believe that [it] will mean as much if not more to us as the A.A.A. means to the white race." William Smith (em inglês)

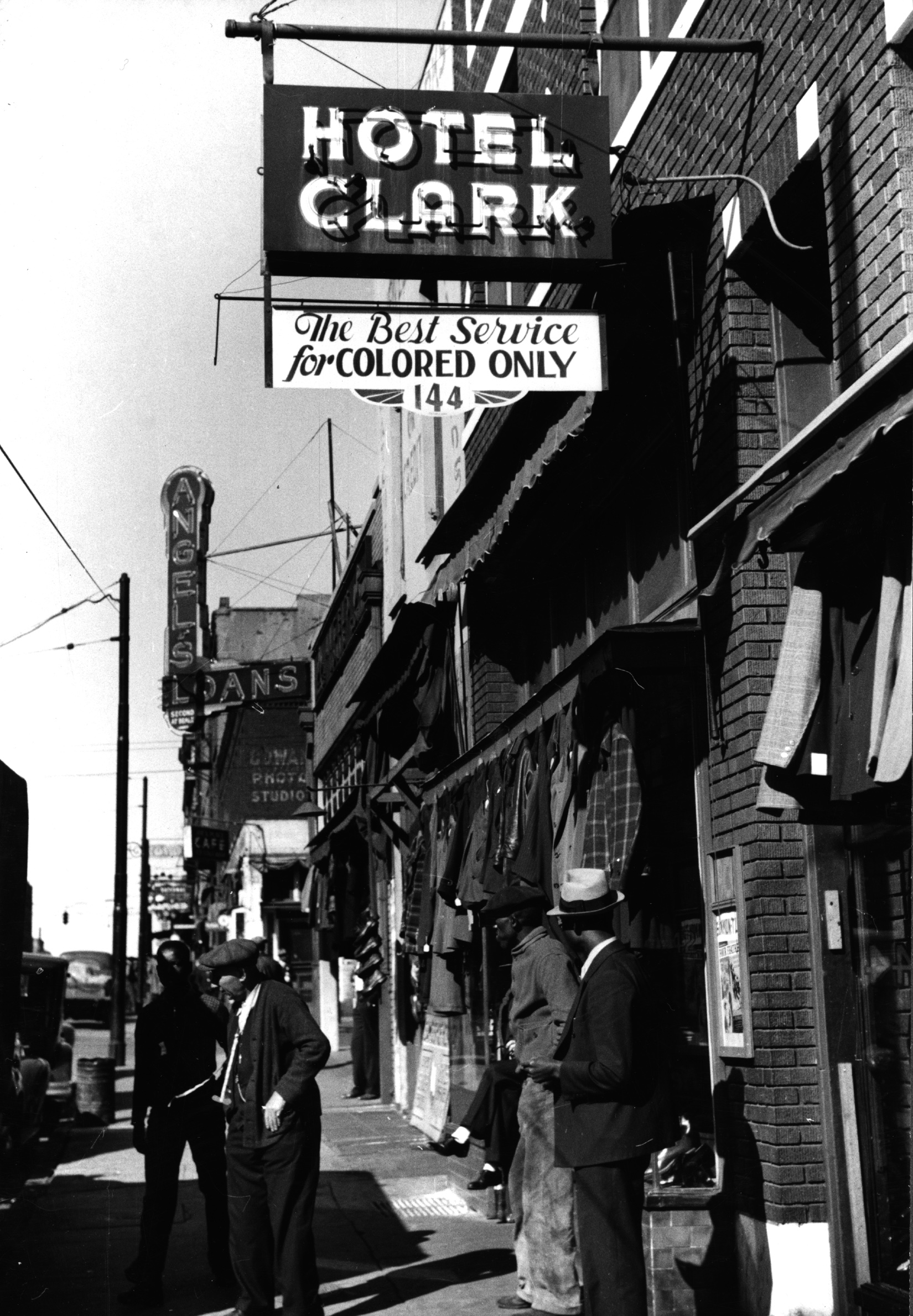
O Hotel Clark ("somente para negros") na cidade de Memphis, c. 1939

Earl Hutchinson Sr., pai do jornalista Earl Ofari Hutchinson, escreveu sobre uma mudança feita em 1955 de Chicago à Califórnia que "você literalmente não saía de casa sem [o Livro Verde]." Ernest Green, um dos nove de Little Rock, usou o Livro Verde para navegar os 1,600 km de Arkansas até Virgínia nos anos 1950 e comenta que ele "era uma das ferramentas de sobrevivência da vida segregada". De acordo com Julian Bond, um dos líderes do movimento dos direitos civis dos negros nos EUA, relembrando o uso que seus pais fizeram do Livro Verde, "era um guia que dizia não quais os melhores lugares para comer, mas onde havia lugar." Bond comenta:
Você pensa sobre as coisas que a maioria dos viajantes toma como certo, ou a maioria das pessoas toma como certo. Se eu foi à cidade de Nova Iorque e quiser um corte de cabelo, é bem fácil encontrar um lugar onde isso pode acontecer, mas não era fácil antigamente. Barbeiros brancos não cortavam o cabelo de negros. Salões de beleza brancos não aceitavam mulheres negras como clientes — hotéis e por aí vai, em todos os lugares. Você precisava do Livro Verde para lhe dizer onde podia ir sem ter as portas batidas na sua cara.Original (em inglês): You think about the things that most travelers take for granted, or most people today take for granted. If I go to New York City and want a hair cut, it's pretty easy for me to find a place where that can happen, but it wasn't easy then. White barbers would not cut black peoples' hair. White beauty parlors would not take black women as customers — hotels and so on, down the line. You needed the Green Book to tell you where you can go without having doors slammed in your face. Julian Bond (em inglês)
Embora o Livro Verde se destinasse a tornar a vida mais fácil para aqueles que viviam sob as leis Jim Crow, seu editor ansiava por uma época em que tais guias não fossem mais necessário. Como Green escreveu, "haverá um dia no futuro próximo quando este guia não será mais publicado. Será aí que nós, como raça, teremos oportunidades e privilégios iguais nos Estados Unidos. Será um grande dia para nós suspender esta publicação, pois, então, poderemos ir aonde quisermos e sem constrangimento."
A cidade de Los Angeles agora está considerando oferecer proteção especial aos lugares que mantiveram viajantes negros a salvo. Ken Bernstein, organizador principal do Escritório de Recursos Históricos da cidade, observa, "no mínimo, estes lugares podem ser incorporados ao sistema de inventário online da cidade. Eles são parte da história dos afro-americanos em Los Angeles, e, em grande escala, da própria história de Los Angeles."

## Histórico de publicação

Placa na cidade de Statesboro: "Motel Negro a 2 quarteirões."

O Livro Verde foi publicado localmente em Nova Iorque, mas sua popularidade foi tanta que a partir de 1937, ele foi distribuído nacionalmente com contribuições de Charles McDowell, um colaborador para assuntos negros do Escritório de Turismo, uma agência governamental dos EUA. Com novas edições publicadas anualmente de 1936 a 1940, a publicação do Livro Verde foi suspensa durante a Segunda Guerra Mundial e retomada em 1946.
Sua abrangência foi bastante ampliada durante seus anos de publicação; de cobrir apenas a área da cidade de Nova iorque em sua primeira edição, eventualmente ele cobriu estabelecimentos na maior parte dos EUA e em partes do Canadá (especialmente em Montreal), do México e das Bermudas. A cobertura era boa no leste dos EUA e fraca nos estados da Grandes Planícies como a Dakota do Norte, onde havia poucos residentes negros. Eventualmente, o livro vendeu cerca de 15 000 cópias por ano, distribuídas via venda por catálogo, via empresas cujos donos eram negros ou em postos de gasolina da Esso, alguns dos quais tinham como dono afro-americanos, o que era incomum para a indústria petrolífera da época.
Originalmente, ele custava 25 centavos de dólar, chegando a custar 1 dólar e 25 centavos em 1957. Com o sucesso crescente do livro, Green se aposentou dos correios e contratou uma pequena equipe editorial que operava na West 135th Street, n.º 200, no Harlem. Ele também montou um serviço de reserva de férias em 1947 para se aproveitar do boom em viagens automobilísticas no pós-guerra. Das dez páginas de sua primeira edição, em 1949, ele havia expandido o Livro Verde para mais de 80 páginas, incluindo anúncios. O Livro Verde foi impresso pela Gibraltar Printing and Publishing Co.
O Livro Verde de 1951 recomendava que empresas cujos donos fossem negros aumentassem seus níveis de excelência, pois viajantes "não se contentavam mais em pagar altos preços por acomodações e serviços inferiores". A qualidade das acomodações negras estava sendo examinada, pois muitos negros acharam-nas de segunda categoria se comparadas às acomodações cujos donos eram brancos e das quais eram excluídos. Em 1952, Green renomeu a publicação para O Livro Verde do Viajante Negro (The Negro Travelers' Green Book no original), em reconhecimento à sua cobertura de destinações internacionais que requeriam viagens de avião ou de barco.
Embora a segregação ainda estivesse em vigor, tanto pelas leis estaduais no sul dos EUA e, alhures, pela prática geralmente, o grande circulação do Livro Verde atraiu o interesse crescente de empresas brancas que queriam explorar o potencial de vendas do mercado negro. A edição de 1955 observou:
Alguns anos depois de sua publicação [...] o empresariado branco também reconheceu o valor [do Livro Verde] e ele agora está sendo usado pela Esso Standard Oil Co., pela Associação Automobilística Americana e seus clubes automobilísticos afiliados por todo o país, outros clubes automobilísticos, empresas aéreas, escritórios de viagem, travelers aid, bibliotecas e milhares de assinantes.
No início dos anos 1960, o mercado do Livro Verde estava começando a diminuir. Mesmo antes da aprovação da Lei dos Direitos Civis de 1964, o ativismo afro-americano por direitos civis estava conseguindo diminuir a segregação racial em estabelecimentos públicos. Um número cada vez maior de afro-americanos de classe média estava começando a se questionar se guias como o Livro Verde estavam, em verdade, sendo complacentes com as leis Jim Crow ao orientar viajantes negros para empresas segregadas ao invés de encorajá-los a fazer pressão por acesso igualitário. Motéis cujos donos eram negros e que estavam em lugares remotos, longe das rodovias estaduais, perderam fregueses para uma nova geração de motéis integrados localizados perto das saídas de rodovias. A edição de 1963 do Livro Verde reconheceu que o ativismo do movimento por direitos civis havia "ampliado as áreas de acomodações públicas acessíveis a todos," mas defendeu a continuação da listagem de empresas acolhedoras a negros, pois "uma família planejando férias espera que esta seja livre de tensões e problemas."
A edição final foi renomeada, agora chamando-se o Livro Verde do Viajante: Edição Internacional 1966-67: Para Recreação sem Irritação (no original, Travelers' Green Book: 1966-67 International Edition: For Vacation Without Aggravation); foi a última a ser publicada antes da lei dos direitos civis de 1964 tornar o guia efetivamente obsoleto ao proibir a discriminação racial em acomodações públicas. Esta edição incluiu mudanças significativas que refletiam a perspectiva pós-lei dos direitos civis. Como o novo título indicava, ele não mais servia apenas ao negro, nem apenas ao motorista, pois seus editores visavam aumentar seu alcance. Embora o conteúdo continuasse a declarar sua missão de pôr em evidência opções de lazer para negros, a capa trazia o desenho de uma mulher branca praticando ski aquático, – um sinal de como "o Livro Verde 'embranqueceu' sua superfície e internacionalizou sua abrangência ao mesmo tempo que mantevesse fiel a sua missão de assegurar a segurança de viajantes afro-americanos tanto nos EUA como no exterior."

## Representação em outras mídias
Nos anos 2000, acadêmicos, artistas, curadores e escritores que exploravam a história do turismo afro-americano nos Estados Unidos durante a era das leis Jim Crow reavivaram interesse pelo Livro Verde. O resultado tem sido diversos projetos, livros e outros trabalhos referentes a ele. O livro em si adquiriu um valor alto como item de colecionador; uma cópia "parcialmente deteriorada" da edição de 1941 foi vendida em leilão em março de 2015 por 22 500 dólares. Listam-se alguns exemplos a seguir.

### Projetos digitais
- O Centro Schomburg de Pesquisa em Cultura Negra da Biblioteca Pública de Nova Iorque publicou cópias digitalizadas de 21 edições do Livro Verde, datando de 1937 até 1966-67. Para acompanhar as digitalizações, os laboratórios da Biblioteca desenvolveram uma visualização interativa das informações dos livros para permitir que usuários traçassem suas próprias rotas de viagem e vissem um heatmap das listagens.[54]
- O Projeto Livro Verde, com apoio do Centro de Recursos Afro-Americanos da Biblioteca da Cidade de Tulsa, criou um mapa digital dos lugares do Livro Verde no arquivo digital historypin, convidou usuários do guia a postar fotos e relatos pessoais seus sobre lugares listados no Livro Verde.[55]

### Exibições
- Em 2003, Museu Nacional de História Americana do Instituto Smithsonian incluiu o Livro Verde numa exibição, America on the Move.
- Em 2007, o livro apareceu numa exibição intinerante chamada Places of Refuge: The Dresser Trunk Project, organizado por William Daryl Williams, diretor da Escola de Arquitetura e Design de Interiores da Universidade de Cincinnati. A exibição baseou-se no Livro Verde para ressaltar artefatos e lugares associados ao turismo de negros durante a era de segregação, usando "malas-cômodas" (no original, dresser trunks) para refletir locais como hoteís, restaurantes, clubes noturnos e um parque das ligas negras de beisebol.[51]
- No final de 2014, o Gilmore Car Museum na cidade de Hickory Corners instalou uma exibição permanente sobre o Livro Verde que trazia uma cópia de 1956 do livro, a qual visitantes poderiam ler, e também entrevistas em vídeo com aqueles que o haviam utilizado.[56]
- Em 2016 uma cópia de 1941 do livro foi exibida na abertura do Museu Nacional de História e Cultura Afro-Americana.[34]
- Em junho de 2016, uma cópia emprestada pela Biblioteca Pública de Nova Iorque apareceu na exibição Main Street Through St. Louis do Museu de História de Missouri.[57]

### Filmes
- Calvin Alexander Ramsey e Becky Wible Searles entrevistaram pessoas que viajaram com o Livro Verde e também parentes de Victor Green como parte da produção do documentário The Green Book Chronicles (2016).[58]
- 100 Miles to Lordsburg (2015) é um curta-metragem escrito por Phillip Lewis e pelo produtor Brad Littlefield, e dirigido por Karen Borger. A trama acompanha um casal negro atravessando o estado do Novo México em 1961 com a ajuda do Livro Verde.[59]
- O filme Green Book (2018) centra-se numa viagem profissional do sul dos EUA feita por Don Shirley, um músico negro, e seu chofer, Tony Vallelonga, que uso o livro para encontrar hospedagem e restaurantes onde eles podem fazer negócio.
- O documentário The Green Book: Guide to Freedom de Yoruba Richen estava marcado para estrear em 25 de fevereiro de 2019 no Smithsonian Channel nos EUA.[3][60][61]

### Literatura
- Ramsey também escreveu uma peça chamada The Green Book: A Play in Two Acts, que estreou na cidade de Atlanta em agosto de 2011[48] depois de uma leitura no Lincoln Theatre em Washington, D.C. em 2010.[4] Um oficial negro do exército, sua esposa e um judeu sobrevivente do Holocausto passam a noite em casa no dia anterior a um discurso do ativista W. E. B. Du Bois na cidade. O viajante judeu vem à casa depois de se chocar ao descobrir que o hotel no qual planejava se hospedar tinha um aviso de "Não são Permitidos Negros" colocado em seu lobby – uma alusão aos problemas de discriminação que tanto judeus quanto negros enfrentavam na época.[45] A peça teve bastante sucesso, sendo estendida por diversas semanas após sua data inicial de fechamento.[51]

### Projetos fotográficos
A arquitetura em lugares listados no Livro Verde está sendo documentada pela fotógrafa Candacy Taylor em colaboração com o Programa de Preservação do Corredor da U.S. Route 66 do Serviço Nacional de Parques dos EUA. Ela também planeja publicar outros materiais e aplicativos trazendo estes lugares.